# Camp de concentration de Jasenovac
Le camp de concentration  de Jasenovac est un camp de travail  créé en 1941 par l'État indépendant de Croatie (NDH), le régime des Oustachis, pendant la Seconde Guerre mondiale.
Un monument dessiné par l'architecte serbe Bogdan Bogdanović y est depuis construit à la mémoire des victimes. Tous les ans des représentants du gouvernement croate et serbe se rendent sur les lieux du camp, les uns pour demander pardon, les autres pour se souvenir.

## Historique

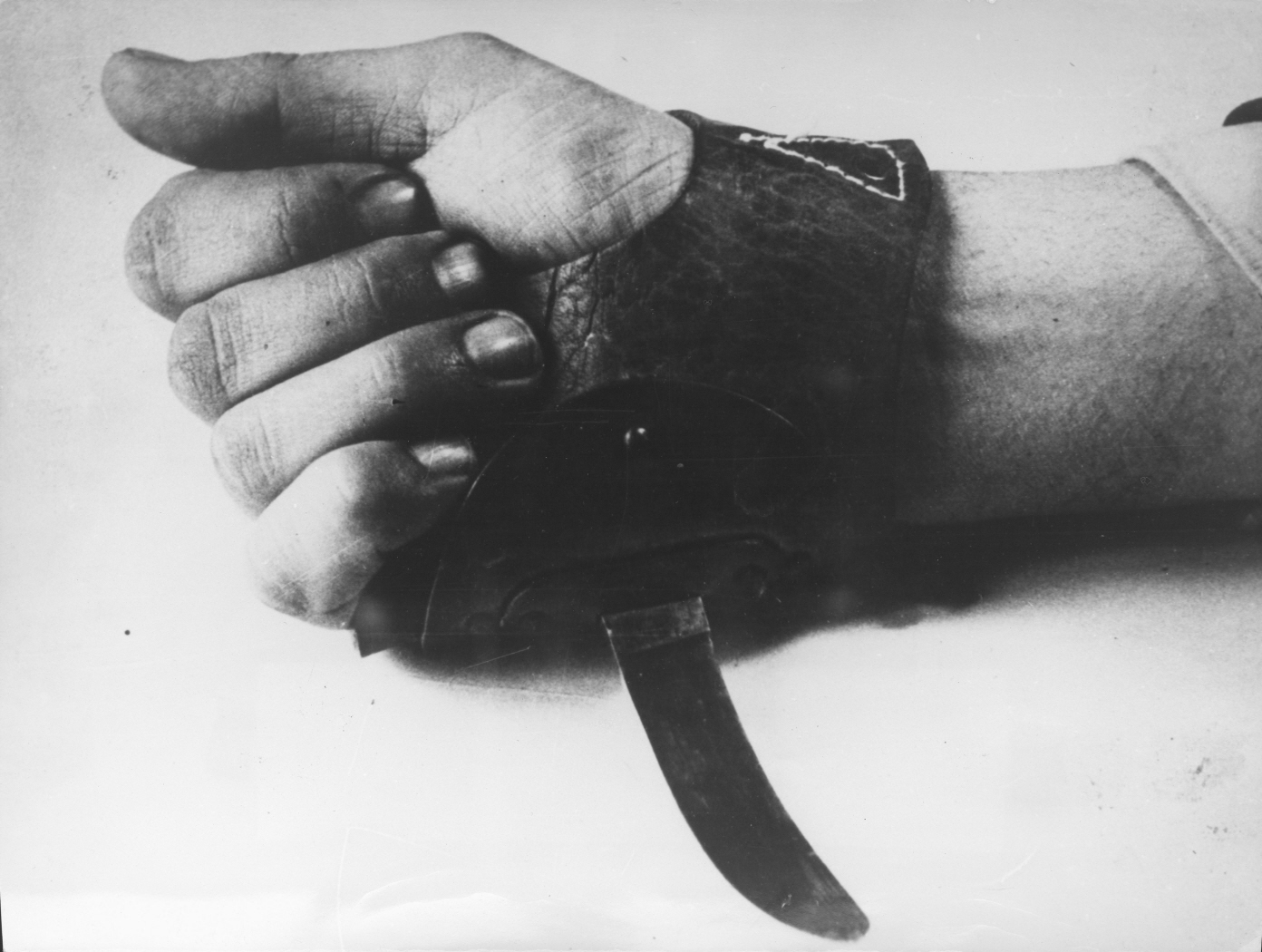
Le couteau Srbosjek, ou Coupe-Serbe, utilisé par les Oustachis pour égorger des prisonniers.

### Origines et contexte
État satellite créé par le Troisième Reich et ses alliés, l'État indépendant de Croatie (Oustachi) se fonde dès ses origines sur une politique de « croatisation » forcée. Le but fondamental de sa politique est de créer un État croate « ethniquement pur » dont doivent être éliminés tous les éléments qui y font barrage : Serbes, Juifs, et ultérieurement Roms .
En vue de cet objectif, 24 camps de concentration sont construits sur tout le territoire de l’État indépendant de Croatie par les Oustachis, les premiers dès fin avril 1941. La Croatie est à ce titre le seul « État » européen à réaliser sa politique d'extermination sans l'aide des Allemands.
Les Juifs de l'État indépendant de Croatie (y compris la Bosnie-Herzégovine, qui est sous contrôle des Oustachis) sont parmi les premières victimes au niveau européen de la « solution finale » dans un espace clos.
Ce camp est surnommé en Croatie le "gypsy camp" en raison des plus de 17 000 roms et sinté décimés en 1942.

### La création du camp et ses débuts
Le camp de Jasenovac est le plus grand des Balkans et le troisième plus grand camp de concentration d'Europe .
Situé au confluent des rivières Una et Save, à 120 kilomètres au sud-est de Zagreb, le camp figure un vaste complexe constitué de cinq camps différents, auxquels s'ajoutent d'autres espaces reliés.
Les deux premiers camps, Krapje et Brocica, sont opérationnels dès la fin du mois d'août 1941. Le 23 août, les premiers groupes de Serbes et de Juifs y sont déportés. Cependant, les camps I et II sont inondés par une crue à l'automne 1941, ce qui conduit à leur abandon et au transfert de leurs détenus vers les camps III, IV et V à la mi-novembre 1941, à l'exception des malades et des invalides, qui sont exécutés sur place.
Le Camp III, le plus grand et le plus meurtrier est lui-même divisé en plusieurs sections, dont une réservée aux Serbes, une aux Juifs et une aux Roms. Une autre accueille des dissidents politiques croates (communistes notamment). Le complexe compte également un camp spécial pour l'extermination de jeunes enfants, dès l'âge d'un an, où ceux-ci sont privés d'eau et de nourriture, torturés, et massacrés.

### La vie dans le camp
Les Oustachis classent, à leur arrivée, leurs prisonniers selon leur appartenance ethnique et par religion au moyen de brassards de couleur : les Serbes orthodoxes portent un brassard bleu, les Croates catholiques un rouge et les Juifs un jaune.
Jasenovac ne possède pas de chambres à gaz ; les balles étant jugées trop chères, les prisonniers y sont tués par épuisement au travail, par empoisonnement, par pendaison, par égorgement, en les affamant, avec des armes à feu et des armes blanches, des outils ou sont brûlés vivants dans des fours en briques ; les maladies qui y sévissent tuent également de nombreux prisonniers. Une partie des victimes sont enterrées alors que d'autres sont brûlées dans les fours crématoires, aménagés dans une ancienne briqueterie.
Une petite usine de conversion de restes humains (serbes, juifs, tziganes) en savon est créée par des membres oustachis, et des parties de la « fabrique de savon » sont découvertes lors de fouilles menées en 1961 et de recherches anthropologiques sur les fosses communes de Donja Gradina. Outre les fours, un décanteur, un réservoir à haute pression et un séparateur existent toujours et sont visibles dans la zone commémorative de Donja Gradina (Republica Srpska), aujourd'hui en Bosnie-Herzégovine,.
Le camp est alors dirigé par le général oustachi Vjekoslav Luburić.

Plan du camp principal de Jasenovac

## Particularités

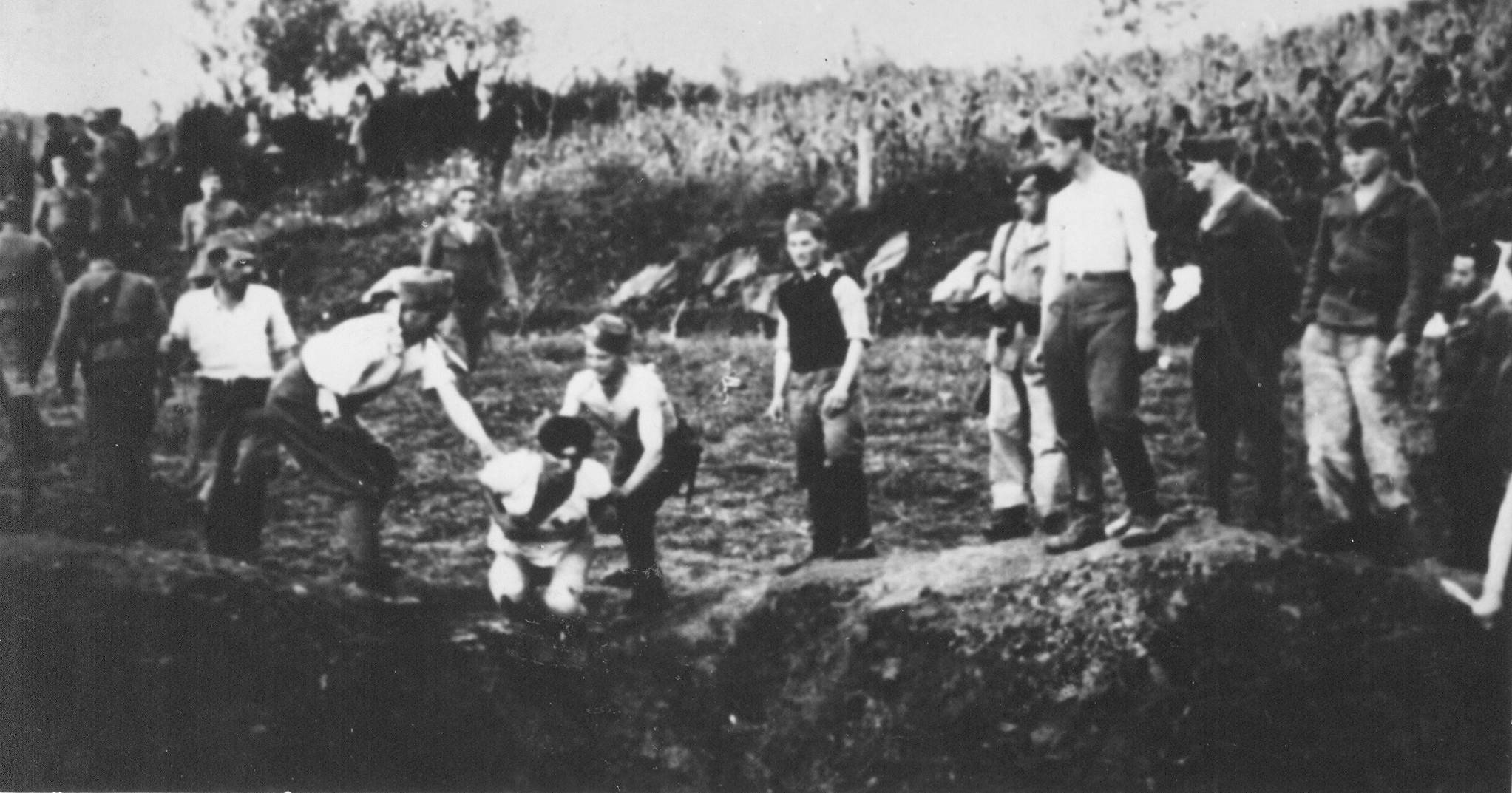
Miliciens oustachis exécutant un prisonnier devant une fosse, 1942-43

Gideon Greif, historien spécialisé dans l'histoire de l'Holocauste, déclare en octobre 2017 lors d'une conférence dans le centre de recherche sur l'Holocauste à Tel Aviv : « que le camp de Jasenovac était le camp de concentration le plus monstrueux de la Seconde Guerre mondiale, bien pire qu'Auschwitz ou les autres camps, et cela en raison du fait que le camp n'était pas tenu par des Allemands, mais par des Croates ». Accusant le gouvernement croate actuel de continuer à cacher des informations et à faire du révisionnisme, il déclare que : « Jasenovac n'est pas seulement une suite de meurtres, mais le pire lieu de sadisme, de torture et en particulier pour les femmes et les enfants ».

## Victimes

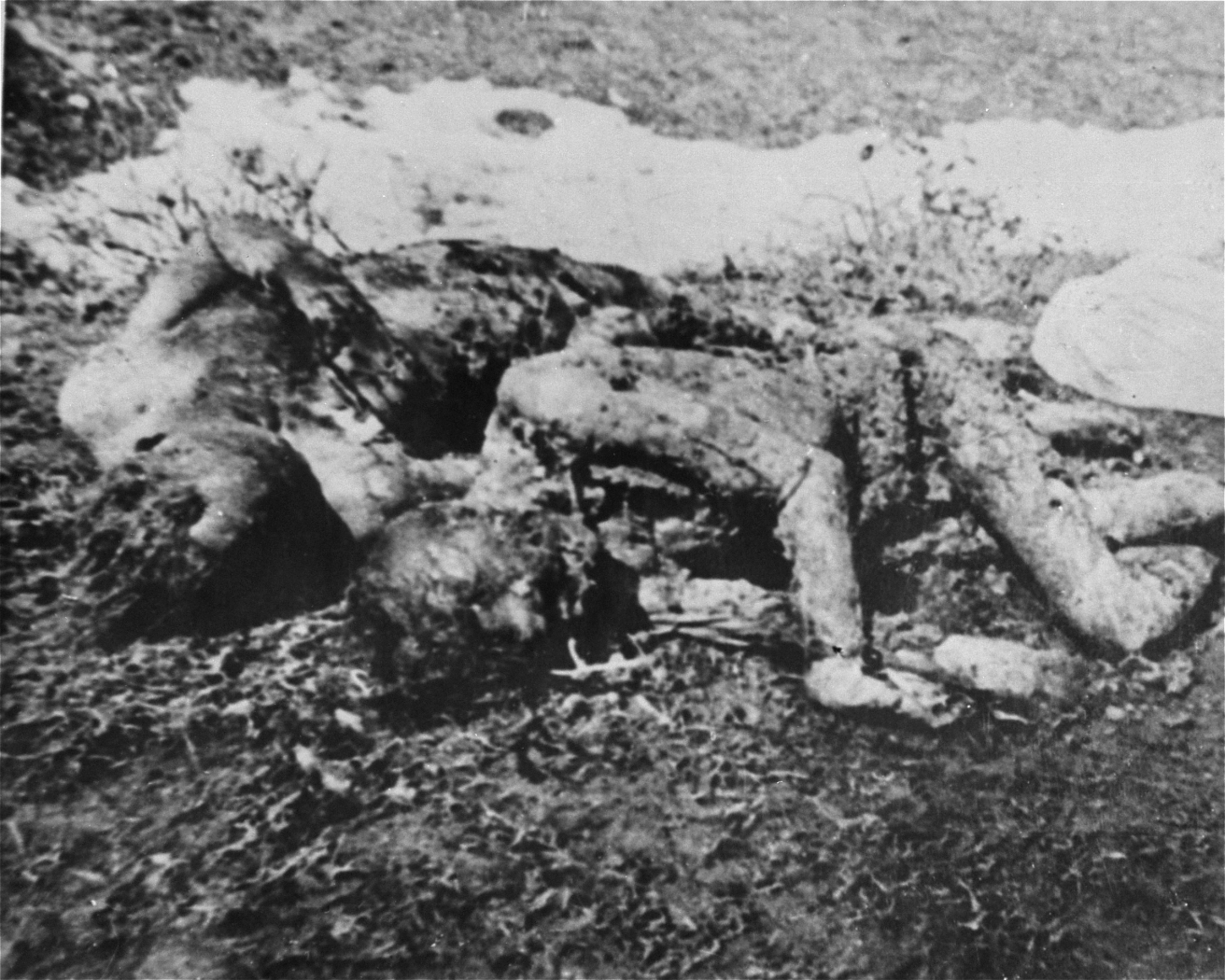
Deux victimes du camp de Jasenovac

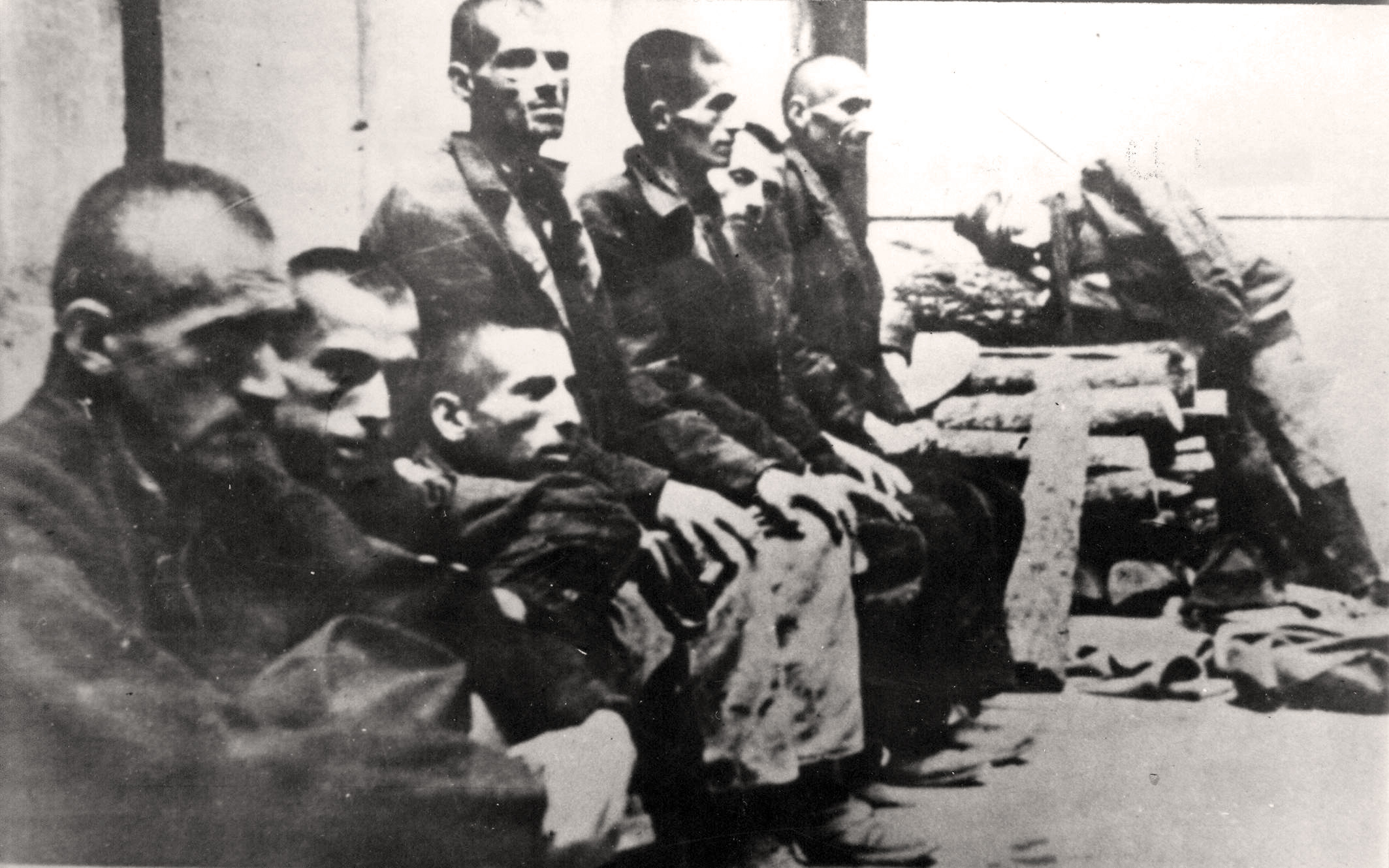
Prisonniers serbes dans les baraquements de Jasenovac

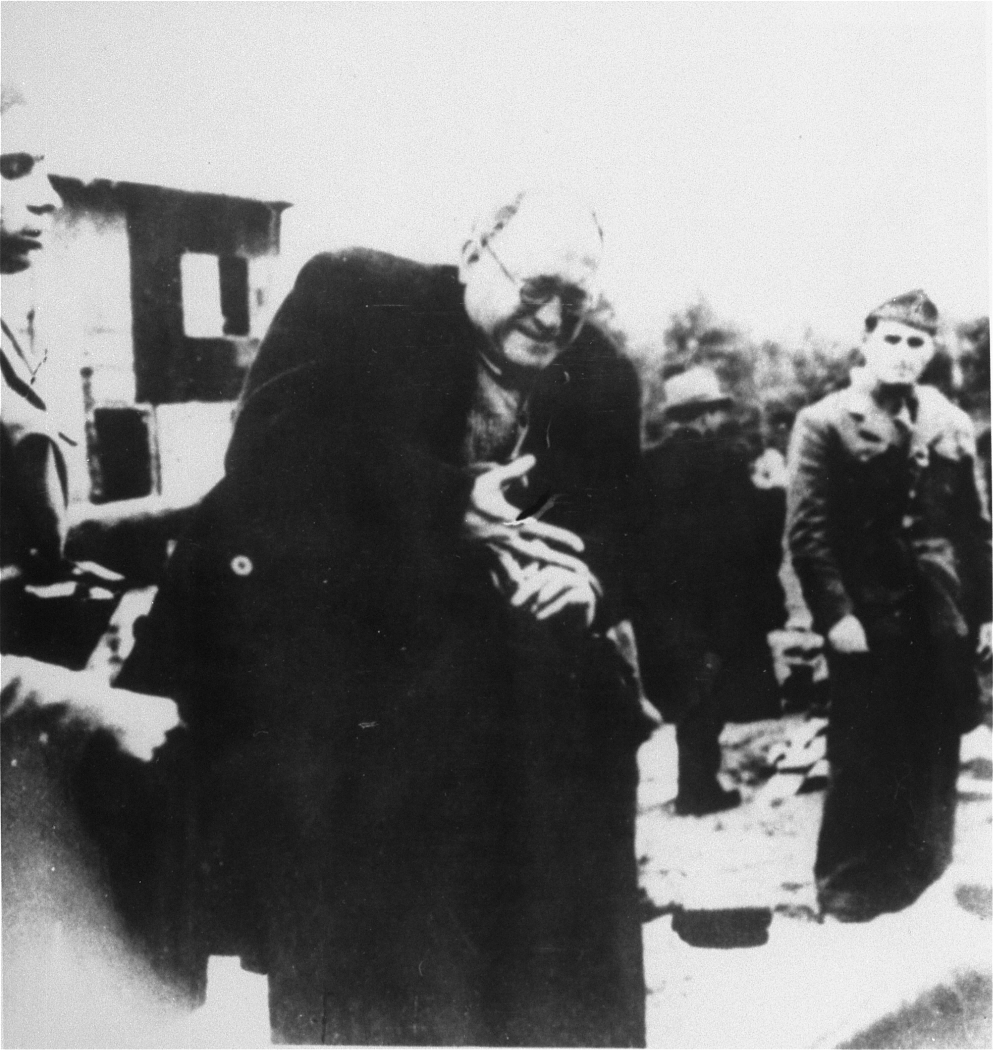
Arrivée dans le camp d'un prisonnier juif de Zagreb, Teodore Grunfeld, obligé de retirer son alliance, avant d'être tué avec son épouse, Tereza Beit Cohen, 1941-42

Les Oustachis ont tenté de convertir au catholicisme les Serbes ; ceux qui restaient chrétiens orthodoxes étaient exterminés avec les Juifs et les Tziganes, comme tous ceux qui s'opposaient à eux, notamment les partisans résistants croates pro-yougoslaves[réf. souhaitée]. Les Oustachis créèrent plusieurs camps de concentration, dont notamment celui de Jasenovac. Le ministre oustachi de la culture, Mile Budak, affirma lors d'un discours qu'un tiers des Serbes devaient être convertis, un tiers exterminés et un tiers chassés de l'État indépendant croate.

### Variations des estimations
Le nombre exact de victimes, spécialement de victimes serbes, n'est pas connu, seules des estimations existent, mais il est certain que plusieurs centaines de milliers de personnes furent tuées dans les camps de concentration et en dehors. Les livres d'histoire (supervisés par le régime titiste) de la République fédérative socialiste de Yougoslavie parlent de 1 700 000 victimes pour l'ensemble de la Yougoslavie, chiffre calculé en 1946 sur la base de la perte démographique de population (la différence entre le nombre actuel de personnes après la guerre et la population qu'aurait compté le territoire si la croissance démographique d'avant-guerre s'était poursuivie). C'est le nombre qui fut utilisé par Edvard Kardelj et Moše Pijade pour la demande de réparation de guerre faite à l'Allemagne.
Source croate
Une étude de la fin des années 1980 du Croate Vladimir Žerjavić et du Serbe Bogoljub Kočović, Gubici stanovnistva Jugoslavije u drugom svjetskom ratu, estime à 550 000 Serbes, 20 000 Croates, 90 000 Bosniaques, 60 000 Juifs, 50 000 Monténégrins et 30 000 Slovènes le nombre de victimes du régime oustachi,.
Source israélienne
En février 2019, l'institut Shem Olam après quatre ans de recherche révèle dans son étude "Jasenovac, l'Auschwitz des Balkans" que le camp de Jasenovac a eu au moins 800 000 victimes serbes et 40 000 victimes juives.
Le chercheur responsable de l'étude israélienne révèle certaines particularités du camp de Croatie :
« Les résultats sont choquants pour leur cruauté, leur sadisme... La chaîne de camps connue sous le nom de Jasenovac, située sur 46 kilomètres carrés, six fois plus grande qu'Auschwitz, était en réalité le reflet d'une pure cruauté. Les Oustachi jouissaient de leur cruauté, ils se plaisaient à torturer les gens. Je dirais qu’ils avaient perfectionné la mort ». En ce qui concerne les différences entre Jasenovac et Auschwitz, il a déclaré que les nationaux-socialistes (allemands) n'aimaient pas avoir leurs victimes sous leurs yeux, ils préféraient les "morts pures" - alors que les Oustachi jouissaient de la souffrance de leurs victimes qu'ils tuaient de « 57 façons différentes » et dont ils voulaient observer le processus. Il a ajouté que le révisionnisme à ce sujet est une seconde façon de tuer les victimes.
Des observateurs allemands furent eux-mêmes choqués de la violence qui régnait dans le camp.
Source américaine
Selon le dossier du président Roosevelt, en vue de la conférence de Téhéran de 1943, 744 000 Serbes furent exterminés dont 600 000 exclusivement par les Oustachis ; le rapport précise qu'il ne tient pas compte des pertes militaires des résistants ni des pertes civiles dues aux bombardements.
Sources serbes
Les sources serbes officielles quant à elles estiment à 700 000 le nombre de Serbes exécutés par les Oustachis.
Source officielle au mémorial de Jasenovac.
Depuis 2013 et les travaux effectués sur place, la liste des noms des victimes du camp de concentration de Jasenovac, pour celles qui ont pu être identifiées, est disponible au mémorial et sur son site officiel.

### Victimes juives
Victimes juives selon la Croatie
Sur les 35 000 Juifs vivant sur le territoire, seuls 20 % (environ 6 000) survécurent à la guerre.
Selon le démographe croate Vladimir Zerdajic, 19 800 Juifs ont été tués dans les camps croates, dont treize mille dans celui de Jasenovac,. Des milliers d'autres Juifs furent déportés vers les camps d'extermination nazis à partir de 1942, avec l'approbation du gouvernement croate, qui laissa également les dizaines de Croates juifs vivant en Allemagne être déportés.
Victimes juives selon les Etats-Unis
Les victimes juives seraient, selon le dossier du président Roosevelt cité précédemment, 63 200 victimes dont 24 000 hors de Yougoslavie dans les camps et 39 000 en Yougoslavie.
Tsiganes
De même, on dénombra 40 000 Tsiganes de moins après la fin du conflit[réf. souhaitée].

### Jasenovac
En 1999, selon l'étude du Croate Vladimir Zerjavic, dont les résultats concordaient avec ceux du franco-bosnien Bogoljub Kocovic, le nombre réel de victimes à Jasenovac était  85 000, dont 50 000 Serbes, 13 000 Juifs, 12 000 Croates et 10 000 Tziganes. Le 20 avril 1998, lors du procès, en Croatie du criminel de guerre Dinko Šakić, responsable du camp en 1944, l'acte d'accusation a retenu le chiffre de 50 000 victimes.
Depuis 2013, la liste officielle des noms des victimes qui ont pu être identifiées au mémorial fait état de 47 627 Serbes, 16 173 Roms (Tsiganes), 13 116 Juifs, 4255 Croates et 1128 Musulmans.
Selon le musée du camp de Jasenovac, il y a eu 82 000 victimes.
Selon les sources serbes, le nombre de victimes s'élève à 700.000.
Selon le United States Holocaust Memorial Museum :
« Due to differing views and lack of documentation, estimates for the number of Serbian victims in Croatia range widely, from 25,000 to more than one million. The estimated number of Serbs killed in Jasenovac ranges from 25,000 to 700,000. The most reliable figures place the number of Serbs killed by the Ustaša between 330,000 and 390,000, with 45,000 to 52,000 Serbs murdered in Jasenovac. »
« À cause des différences de point de vue et du manque de sources, les estimations du nombre de victimes serbes en Croatie varient largement, de 25 000 à plus d'un million. Les estimations de Serbes tués à Jasenovac varient de 25 000 à 700 000. Les sources les plus fiables estiment le nombre de Serbes tués par les Oustachis entre 330 000 et 390 000, dont 45 000 à 52 000 Serbes assassinés à Jasenovac. »

Le musée américain du Mémorial de l'Holocauste à Washington donne pour sa part un nombre de 100 000 victimes à Jasenovac.

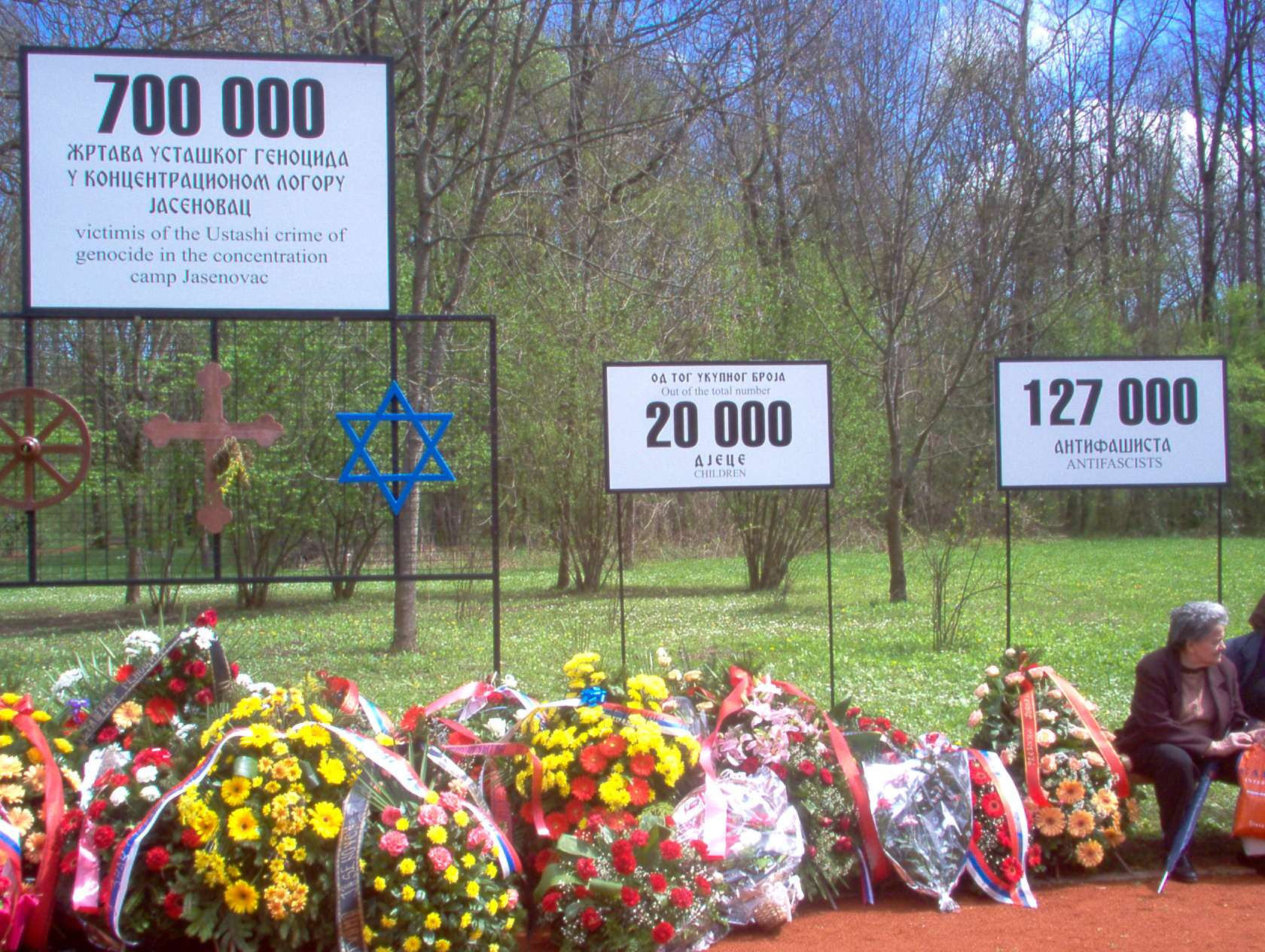
Commémoration au camp de Jasenovac, 2013

## Boycott
Depuis 2015, la communauté juive de Croatie, la minorité serbe, des associations de victimes et des associations antifascistes croates boycottent la cérémonie officielle annuelle en mémoire des victimes du camp de Jasenovac,. Elles manifestent ainsi leur indignation face à la mansuétude dont fait preuve le gouvernement croate conservateur à l'égard des différentes expressions de soutien, notamment de politiques ou d'éducateurs, au régime pro-nazi oustachi de la Seconde Guerre mondiale. (en) Ognjen Kraus, le président du Comité de coordination des communautés juives de Croatie, déclare en 2017 que « le problème, c’est que le gouvernement relativise tout ce qui a à voir avec l’Holocauste ». De visite en Croatie en juillet 2018, le Président israélien Reuven Rivlin insiste sur la nécessité pour la Croatie de « faire face à son passé et ne pas l'ignorer est une obligation morale qui constitue une composante fondamentale de toute société juste »,.